# Eigerøya
Eigerøya  est une île de la commune de Eigersund, dans le comté de Rogaland, dans la mer du nord.

## Description
L'île de 19,9 km2 se trouve juste au large de la côte continentale dans la ville d'Egersund. L'île en forme de U est divisée en deux parties par la baie de Lundarviga. Le côté nord-ouest (plus petit) de l'île s'appelle Nordre Eigerøya et le plus grand côté sud-est s'appelle Søre Eigerøya.
Eigerøya est séparé du continent par un étroit détroit de 13 kilomètres. Le pont Eigerøy traverse le détroit et relie Eigerøya au continent. L'île possède une industrie de transformation du poisson et d'autres industries. Deux phares sont situés sur l'île : le phare d'Eigerøy (îlot de Midbrødøya) et le phare de Vibberodden (îlot de Vibberodden).
Une bataille navale a été menée au large de l'île par des escadrons de frégates britanniques et hollandais lors de l'Action of 22 August 1795 (en).

## Galerie

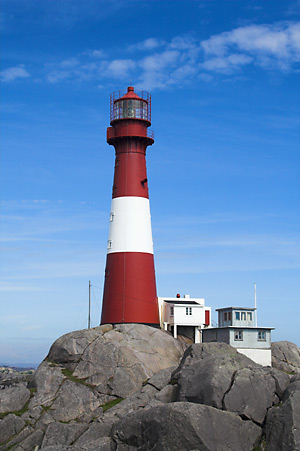
Phare d'Eigeroy
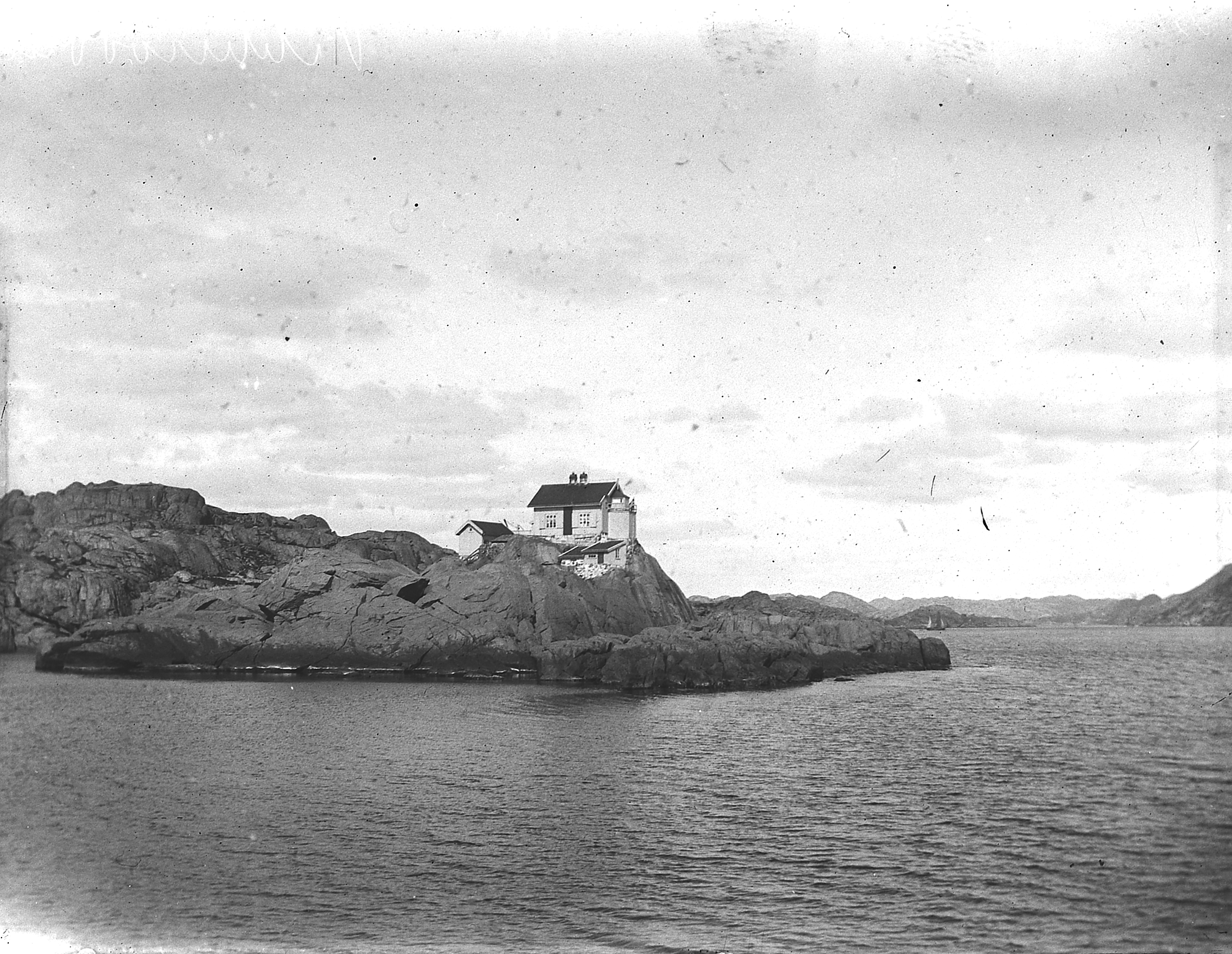
Phare de Vibberodden